# 使用後評估
使用後評估（英語： 縮寫為POE），亦可稱為用後評估，是在1960年代緣起於蘇格蘭及美国的研究方法論。多年來，有各種類型的POE運用在評估人造環境上 。Preiser及同領域其他學者對POE的定義是“對已完成且使用過一段時間的建築物，以嚴謹且系統化方式進行評估的過程。”入住後評估的特殊性在於，將標的建築物所有利害關係人的使用經驗值（其中亦包含使用者的生產力及舒適性感受）均納入評估，並提出整體建議。

## 使用後評估的立意
入住後評估的立意在於，改善一建築物使用的方式的同時，也加強其使用者的生產力及舒適感。
使用後評估特別適用於:
- 完整記錄一建築物的品質
- 為新建築物或建築物整建提供具體企劃
- 為建築物維修或使用問題，找出最有效的改善方式(例如當物業管理改變，及建築物有了新的使用方式

英國辦公室協會（British Council for Offices，BCO）總結使用後評估定義為：經由使用者回饋意見，有效評量一處工作空間是否有服務到其使用單位以及每一位使用者。BCO也建議，使用後評估可用做評量一建築物是否真正實踐初始時的建築計劃。更甚者，BCO推薦室內裝修或建物修繕等類型的工作，可將使用後評估納入成為實證設計（Evidence-based design，EBD）過程的一部分，或在實施新獎勵方案及使用新系統時，將使用後評估納入建築計劃中。使用後評估通常利用問卷、訪談、及工作坊等方式，收集建築物使用者的回饋意見。但也可利用更客觀的方式，如環境監測，空間測量及成本分析，取得評估所需的資料。

## 建築物利害關係人
入住後評估的特質就是將該建築物的所有利害關係人，均納入評估的範疇。一般而言，建築物的利害關係人泛指:
- 員工 - 在建築物內工作的人
- 業主, 顧客，學生，受刑人，訪客及病人_泛指在建築物中提供或得到各種服務的人
- 物業投資人（英语：物業投資人）, 建築師，工程師，營造廠_蓋建築物的人
- 物業經理人，業務員，清潔工_維持建築物的人
- 未來使用者(一般由建築師預設)_受到該建築物營建及運營影響的人群

## 使用後評估的組成項目
使用後評估的過程，以中立的觀點，提示利害關係人們，以他們使用建築物的經驗，針對建築物對使用者的生產力及舒適度，回饋可以量度的觀察值。這些觀察值由評估者細分並記錄。利害關係人提出的可量度觀察值，須明確地與該建築物的設計，使用及運營狀態相關。這些觀察值的回饋，通常同時涉及上述三方面的評估值，故使用後評估得完整反映一建築物的使用全貌，基於此，可對該建築物使用者的生產力及舒適性，有效地提出改善建議。
建議方案可以完整反映所有利害關係人們，共同的觀察值。大多數的建議方案可為未來類似的建築物，在規劃及設計階段，就建築物完成後的運營模式，提供具體建議。經由使用後評估，也可針對一建築物的使用現況，提出修繕的建議方案。使用後評估的評估者，一般會建議運用監視，研究，調查，或物業管理分析等方式，進行使用後評估。
某些使用後評估也包含其他建築相關研究。使用後評估包含 定量研究 與 定性研究。大多數的使用後評估，是經由廣泛的 社會統計調查， 包含問卷調查, 面談 或針對焦點小組研究. 使用者對自身使用空間的意見回饋，再輔以客觀性的環境監測, 如溫度變化，噪音程度，光度變化，空氣品質等數值補充使用後評估的內容。近年來，使用後評估更運用在綠建築的評估上，例如能源消耗量，汙染程度，水資源使用等。其他常見在定量研究上的運用，則包含空間矩陣，例如人員密度，空間使用率和租戶效率比等。另一方面，成本則是由單位面積的建造成本或使用成本來呈現。將成本分析與使用者回饋比較，可針對一建築物有更全面性的了解。
一些使用後評估新的運用，則是運用在使用者對室內環境品質（IEQ，Indoor Environmental Quality）的滿意度研究上。 Hua 與 Göçer 針對一座位於大學校園裡的LEED白金牌建築物，運用了多種方式進行建築使用後評估，並加上 地理資訊系統 (GIS)的定位方式，繪制空間使用的全貌。 。 此評估報告包含對建築環境滿意度的調查，有紀錄室內物理環境的工作空間清單，追蹤訪談，照度計定點測量光線亮度，持續監測溫度及相對溼度。圖資則包含各層平面圖，立面圖，燈具系統特徵，中控模式。繪制各個空間測量到的使用狀態，這些都有助於確認問圖所在，並提出有效改善方式。

## 建築物使用後任何階段的使用後評估
顧名思義，“使用後”評估意指針對一座使用中，而非閒置的建築物的評估。而且，使用後評估可定期進行，監控建築或設施物是否有效服務使用者。此外，評估的總結也可運用在興建建築物的前置作業，其中包含:
- 利害關係人對空間既有的經驗值
- 新建築物及建築物整建的建築計畫及設計過程
- 在維護未來使用者的生產力及舒適度的原則上，磋商各利害關係人對新建築物的特質要求
- 確認如何評量一建案成功與否的客觀評量方式
- 回饋與前饋建築物使用經驗
- 建立評量基準
- 建立評量基準（英语：評量基準）的資料庫
- 當物業管理改變時，對管理模式及空間變更，提供兩全其美的建議
- 提示未來投資最好的空間方案，並避免最糟的空間方案

一個完整的使用後評估，通常在建築物完成且人員進駐後，持續進行六至十二個月。使用後評估也可在建築物生命週期中任一時段進行，尤其當建築物需要修繕時，使用後評估的總結通常可基於各類利害關係人的使用經驗，提供妥善的建議。

## 適用於其他提供人居的人造環境
使用後評估已運用在各類人造環境，如一般學校、幼稚園及大學、技術性機構、博物館、辦公室、法院、監獄及感化院、軍事建築、醫院及各類醫療設施、景觀/土木構造、 學習環境、 圖書館, 監獄, 警察局, 住宅, health centres 及動物園. 使用後評估也可運用在船隻等，類似建築物的人造環境。使用後評估亦可用作評量一建築物的某些部分，或位在同一基地的建築物簇群。

## 使用後評估的獨立性
使用後評估的獨立性來自評估者的組成，是綜合具有 社會科學研究或工作空間顧問背景的建築師或營建專業者。獨立評估可提供較宏觀性的建議。.

## 其他建築相關研究
POE can be informed by reference to other building studies and POEs sometimes recommend other studies such as:
- Energy audit（英语：Energy audit）
- Survey (human research)（英语：Survey (human research)）
- Post Implementation Review （页面存档备份，存于）
- Proprietary building rating schemes
- Noise measurements
- 室內空氣品質監測
- Benefits realisation management（英语：Benefits realisation management）
- Building (maintenance) inspection
- 生命週期評估
- Valuation（英语：Valuation）
- Environmental rating schemes (BREEAM,Green Star (Australia)（英语：Green Star (Australia)）,LEED)

## 相關組織
POE has been developed and discussed within these organisations:
- International Association of People-Environment Studies（英语：International Association for People-Environment Studies）
- Environment Design Research Association （页面存档备份，存于）